# Czasownik frazowy w języku angielskim
Angielski czasownik frazowy (phrasal verb) uzyskiwany jest przez połączenie czasownika z przyimkiem, przysłówkiem lub oboma. Połączenie to nadaje czasownikowi frazowemu inne znaczenie, niż wynikałoby to ze znaczenia jego poszczególnych części składowych.

## Funkcja i rodzaje czasowników frazowych
Celem przyimka w czasownikach frazowych jest zmiana znaczenia czasownika:
- ask – pytać → ask for – prosić
- carry – nosić → carry on – kontynuować
- go – iść → go off – wybuchnąć (jedno ze znaczeń).

Czasownikiem w czasowniku frazowym są często używane czasowniki angielskie, takie jak: ask, be, break, come, find, get, give, go, keep, look, make, put, take itp.
Czasowniki występują najczęściej z następującymi przyimkami i przysłówkami: in, on, off, at, by, up, down, under itp.
Istnieją dwa rodzaje czasowników frazowych: występujące z dopełnieniem i występujące bez dopełnienia. My car has broken down nie przyjmuje dopełnienia. She’s bringing up three children to przykład phrasal verb z dopełnieniem.
W przypadku czasowników frazowych z dopełnieniem możliwe jest przeniesienie przysłówka bądź przyimka na koniec zdania, w przypadku, gdy dopełnieniem jest zaimek, jest to obowiązkowe: She brought them up.

## Czasowniki frazowe w mowie potocznej
Czasowników frazowych używa się w mowie potocznej. Ich literackim odpowiednikiem są tzw. latinate verbs (czasowniki łacińskie, np. „to get together” odpowiada wyraz „to congregate”).

## Użycie w literaturze
Wiele czasowników w języku angielskim można połączyć z przyimkami czy przysłówkami, a czytelnik bądź słuchacz łatwo odgadnie nowe znaczenie. W literaturze najczęściej łączy się czasowniki z przyimkami (prepositions) np.: He walked across the square. Jednakże konstrukcja czasownik + przysłówek również jest zrozumiała i stosowana.
- When he heard the crash, he looked up.

Przysłówek w literackich czasownikach frazowych modyfikuje przydzielony do niego czasownik, przyimek zaś odnosi się do podmiotu czynności.
Należy jednak pamiętać, iż wiele czasowników frazowych należy do mowy potocznej i nie należy ich stosować w oficjalnych dokumentach.

## Użycie jako idiomu
Czasownik frazowy jest obrazowym czy idiomatycznym przedstawieniem danej sytuacji w potocznej angielszczyźnie. Dlatego też są one dość ważną częścią języka. Używa się ich niezmiernie często.
- „I hope you will get over your operation quickly.”
- „Work hard, and get your examination over.”